# Ausztria kultúrája
Az osztrák kultúra nemzetközileg elismert eredményeket hozott. Gyönyörű épületeket építettek mindenféle stílusban, amelyek közül sok ma az UNESCO kulturális világörökségének része. A 18. és 19. században Ausztria az európai zenei élet egyik központja volt a bécsi klasszikus zenével, amely nemcsak az országhoz élő zenészek és zeneszerzők számában tükröződik, hanem a mai napig létező számos operaházban és színházban. Ausztriának ugyanakkor kiterjedt kulináris hagyománya is van, például a bécsi kávéház kultúrája, valamint számos tipikus osztrák étel.

## Oktatási rendszer

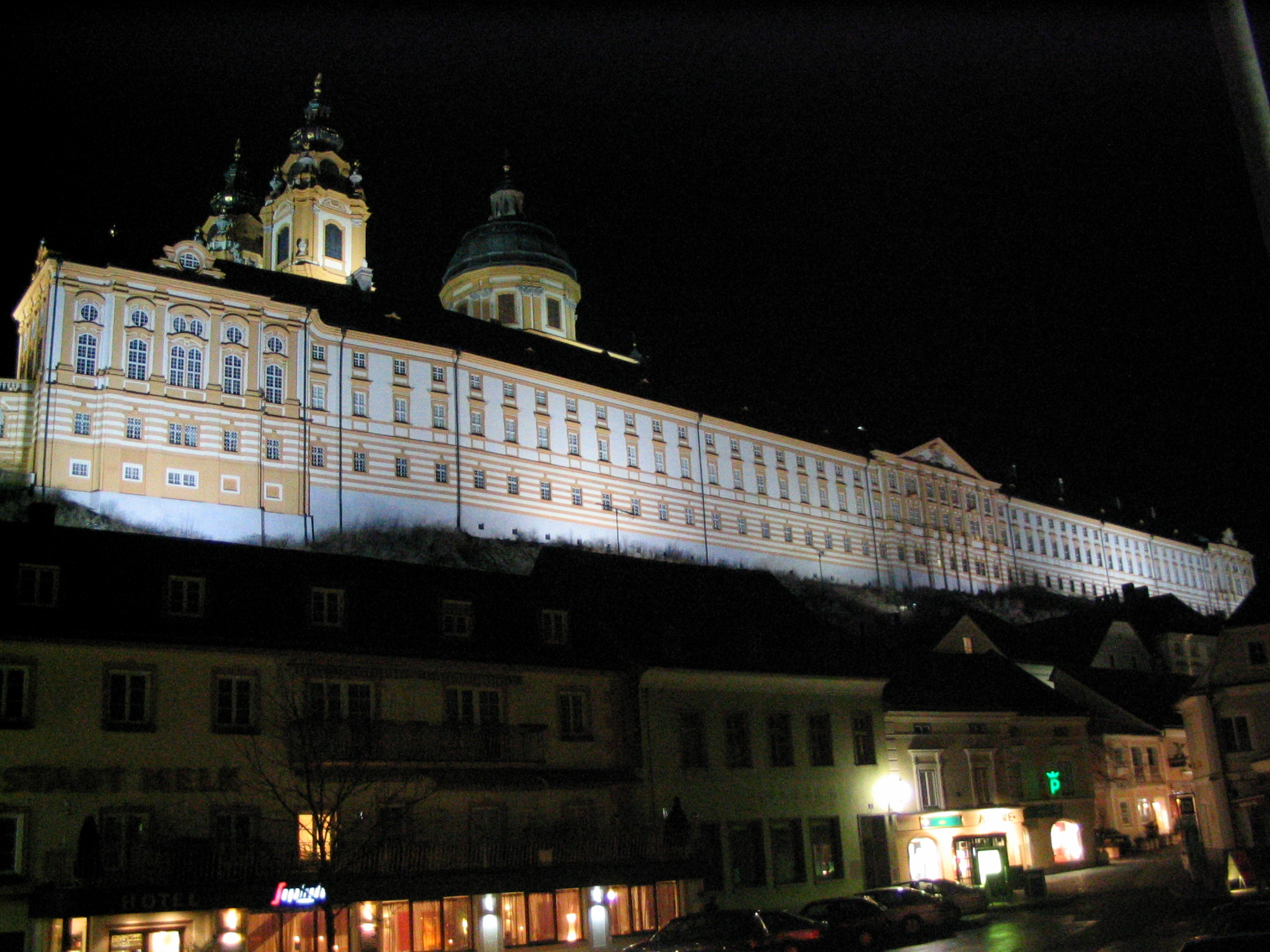
A Melki apátság iskolája a legrégibb iskola az országban

Ausztriában 1975 óta minden iskola koedukált, az állami iskolák ingyenesek. Iskolaköteles minden 6 és 15 év közötti gyermek.

### Iskola előtti nevelés
A 3-6 év közötti gyermekek nagy többsége óvodába jár. Az óvodai ellátás térítés ellenében történik. Bizonyított anyagi nehézségek esetében a térítési díjat elengedhetik, illetve csökkenthetik. Az óvodai helyekre 1-2 évvel a gyermek elhelyezése előtt kell jelentkezni.

### Általános iskola és középiskolai alsó tagozat
Ausztriában a kötelező oktatás általános és szakképzési részre osztható. A kötelező oktatás azon év szeptember 1-jén kezdődik, amelyben a gyermek betöltötte hatodik életévét. A kötelező oktatás három részből áll:
- Általános képzés (1-4. osztályig, általános iskola alsó tagozat)
- Alsó szintű középfokú oktatás (5-8. osztályig, általános iskola felső tagozat, illetve középiskolai alsó tagozat)
- Kilencedik osztály (technikumban, illetve a középiskola felső tagozatának első osztálya)
- Középiskolák

### Hauptschule
Általános oktatás három, választható fakultációból áll: német, matematika, idegen nyelv (általában angol).

### Általános középiskola(Allgemeinbildende höhere Schule)
Az AhS egy négyéves alsó és egy  négyéves felső tagozatra oszlik, amely végén érettségi vizsgát (Matura) tesznek. A belépés feltétele az általános iskola negyedik évének sikeres befejezése kiváló eredménnyel. Amennyiben a gyermek általános iskolai eredményei nem kiválóak, felvételi vizsgát kell tennie.
Az AhS alsó tagozatának három fajtája létezik: a gimnázium, amelyben az idegen nyelvek kapják a főszerepet, a reálgimnázium, ahol a természettudományokra és a matematikára fektetik a hangsúlyt és a közgazdasági reálgimnázium, ahol a közgazdaságtan és a társadalomtudományok állnak a középpontban. A középiskolák első két évében a tanterv egyforma, a fakultációk és orientációk a felső tagozatban választhatók ki.

### Felsőfokú oktatás
Ausztriában négyféle felsőfokú intézményt különböztetnek meg: egyetemet, vallási főiskolát, művészeti főiskolát és szakfőiskolát. Az országban összesen 12 egyetem és 6 művészeti főiskola található.
A legnagyobb állami egyetem a Bécsi Egyetem, ami a német nyelvű országok legrégebben alapított felsőoktatási intézménye (1365). A Grazi Egyetem 1585-ben, az Innsbrucki Egyetem 1669-ben nyitotta meg kapuit.
2006-ban a felnőtt osztrák lakosság mintegy 14%-ának volt felsőfokú végzettsége. Az egyetemisták/főiskolások száma egyre nő: a 2005/2006-os tanévben kb. 34 ezren jelentkeztek a felsőoktatásba. A hallgatók 54%-a nő.

### Felnőttoktatás
Az általános és szakmai továbbképzést a törvény nem szabályozza, de általában a társadalmi partnerek érdekképviseleti szervei és ezek intézetei kínálják fel, s ezt a magánjellegű oktató intézmények ajánlatai egészítik ki.
A felnőttoktatásban továbbá arra is lehetőség van, hogy a képzést „college”-ekben, és dolgozók iskoláiban, mester- vagy üzemi mesteriskolákban, szakakadémiákon valamint egyetemeken egészítsék ki vagy pótolják be. Az „ember egész életében tanul” felfogás szellemében a felnőttoktatás keretein belül az önképzés központi és a tovább-, illetve szakképzési ajánlatait egyre inkább innovatív technológiákkal, például az elektronikus tanulással közvetítik.

## Tudomány
Híres osztrák tudósok:
- Kurt Gödel matematikus
- Konrad Lorenz Nobel-díjas etológus
- Erwin Schrödinger Nobel-díjas fizikus
- Karl Landsteiner, Nobel-díjas orvos
- Karl Popper, filozófus
- Ludwig Wittgenstein filozófus
- Rudolf Steiner pedagógus, az antropozófia alapítója
- Sigmund Freud, a pszichoanalízis atyja
- Alfred Adler, az individuálpszichológia alapítója

## Kulturális intézmények
Könyvtárak
Ausztriában 2400 könyvtárban kereshetnek köteteket az olvasók. Legnagyobb gyűjteménye az 1526-ban alapított Nemzeti Könyvtárnak van, dokumentumai 816-ig vezethetők vissza.
Múzeumok
- Bécsi művészeti és tudományos értékeket bemutató műgyűjteményei, magángyűjteményei nemzetközi rangra tettek szert. Népszerűek a Művészettörténeti Múzeum és az Albertina.
- Salzburgban két múzeum is emléket szentel a város szülöttjének, Wolfgang Amadeus Mozart tiszteletére.
- Ausztriában 422 múzeum található, amiket évente körülbelül 11 millió ember látogat meg.

## Művészetek

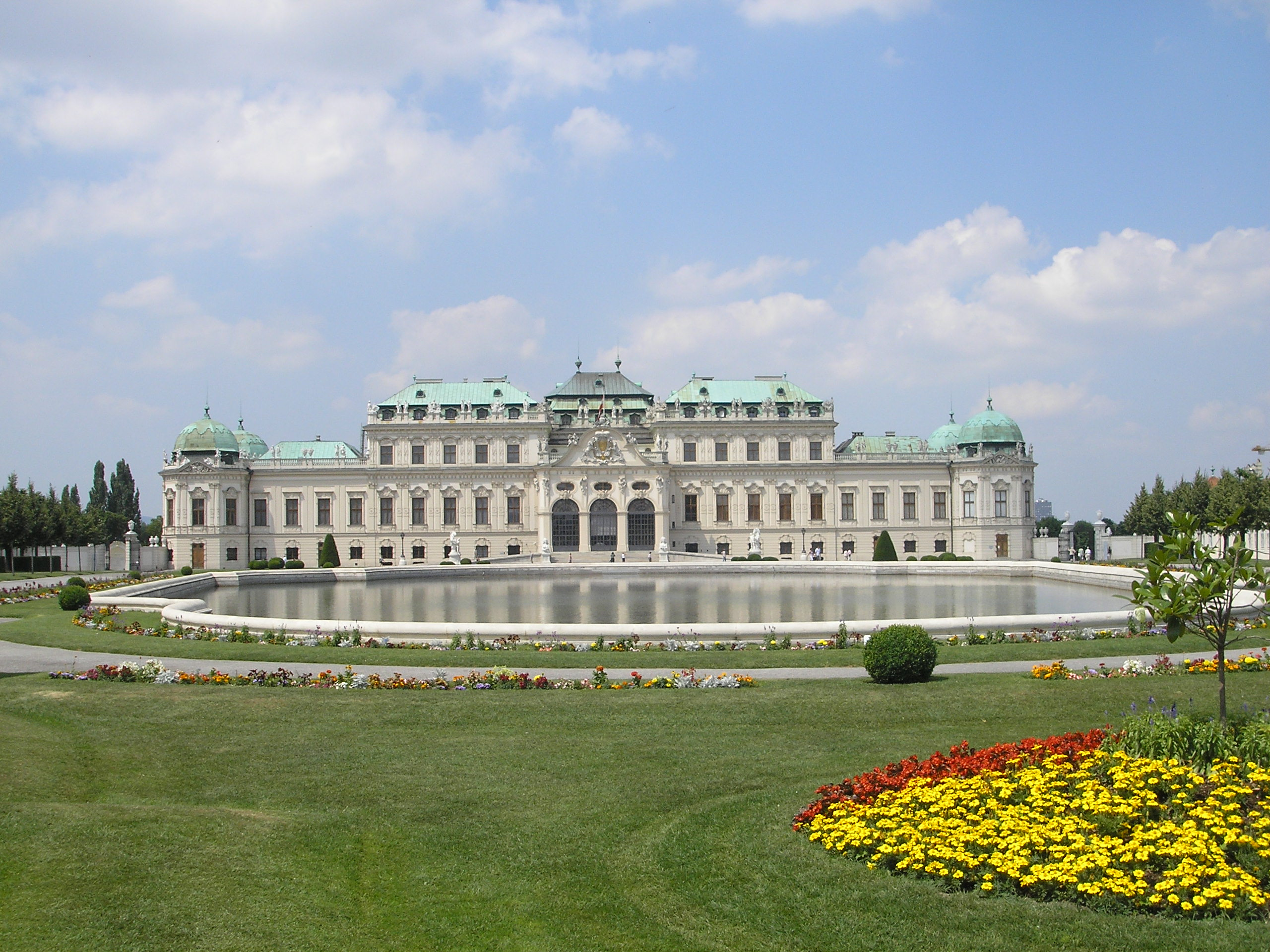
A Belvedere kastély Bécsben

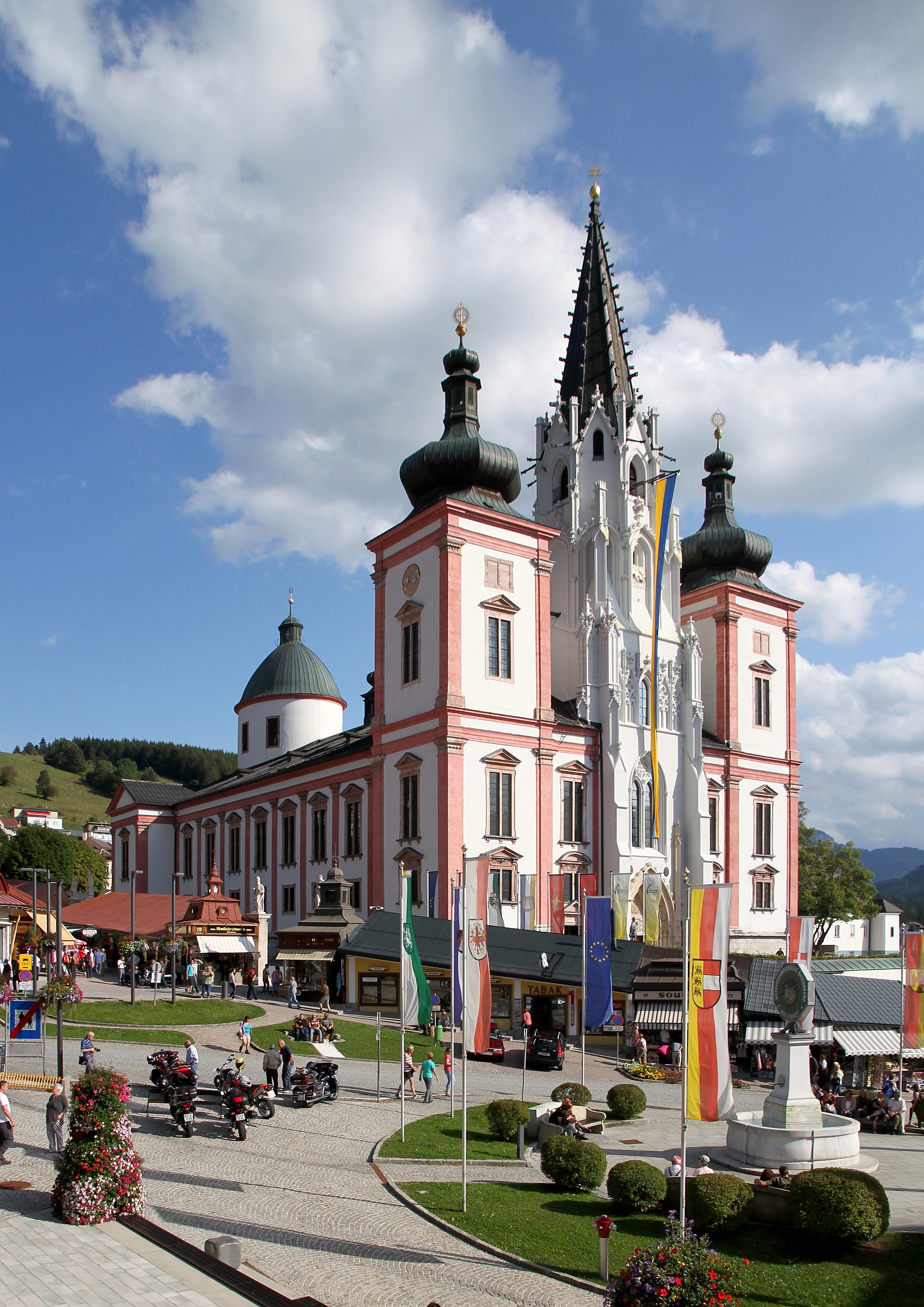
Mariazell bazilikája

### Építészet

#### Építészek
A barokk kiemelkedő és termékeny alkotói: 
- Johann Bernhard Fischer von Erlach (1656–1723)
- Johann Lukas von Hildebrandt (1668–1745).

Szecesszió: Otto Wagner, Richard Neutra
Az organikus építészet 20. századi legismertebb osztrák mestere Friedensreich Hundertwasser (1928–2000).
A modern építészet képviselői: Gustav Peichl, Hans Hollein, Clemens Holzmeister, Roland Rainer.

#### Építmények
Salzburg belvárosa 1996-ban lett a világörökség része, Graz városközpontja 1999-ben, Bécs központja 2001-ben.
Híres épületek: Szent István-székesegyház, Schönbrunn-palota, Hofburg-palota, Belvedere-palota, Hohensalzburgi erőd, a Goldenes Dachl, Grazi óratorony, a Hellbrunni kastély, Esterházy-palota (Eisenstadt)

### Képzőművészetek
Világszerte ismert mesterek: Gustav Klimt (1862–1918) festő, a szecesszió vezető képviselője, Oskar Kokoschka (1886–1980) festő és író, az expresszionizmus kimagasló alakja, Alfred Kubin (1877–1959) grafikus és illusztrátor és Egon Schiele.

### Filmművészet
A világhírű színész, Arnold Schwarzenegger, osztrák származású.

### Zene

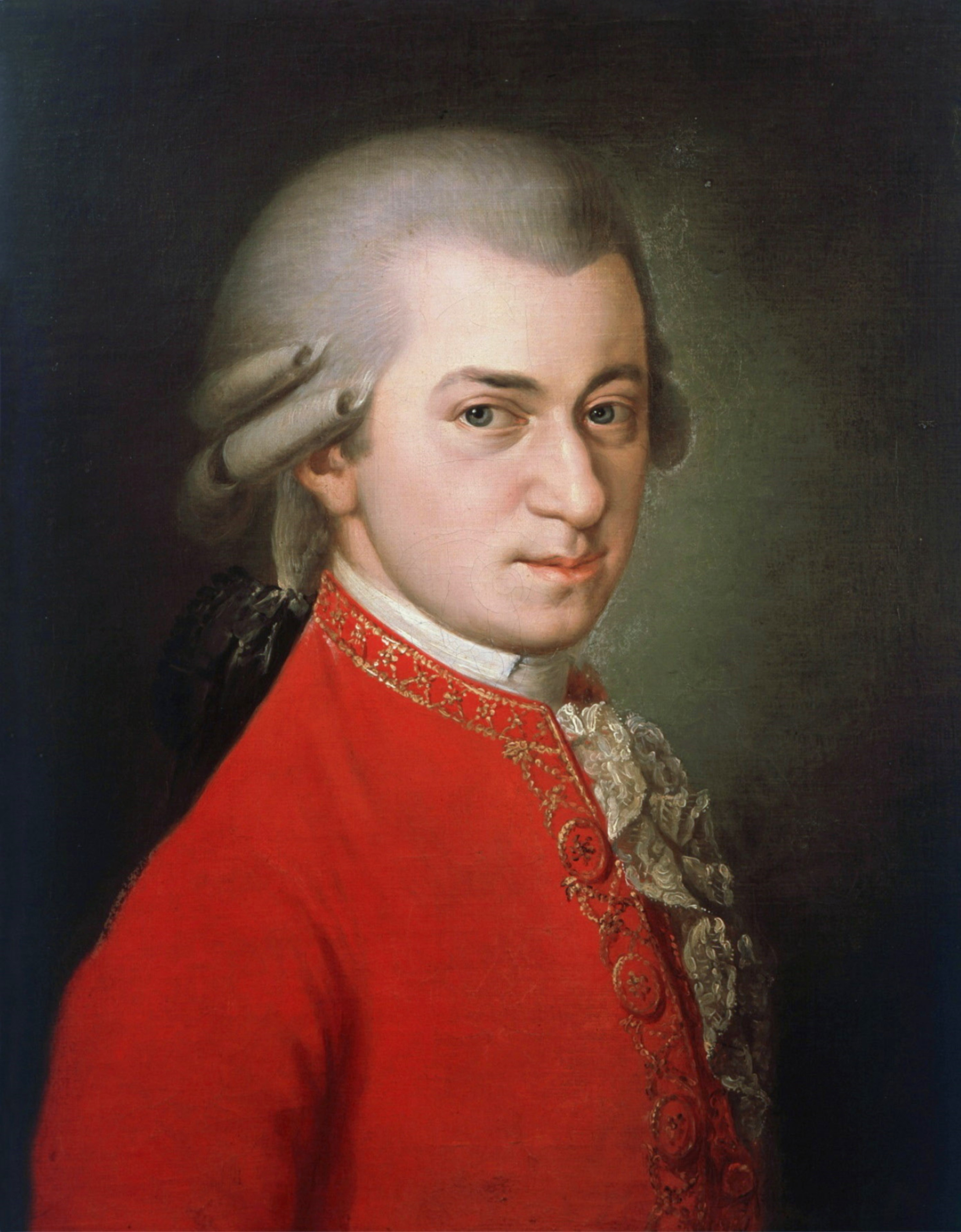
Wolfgang Amadeus Mozart (1756–1791)

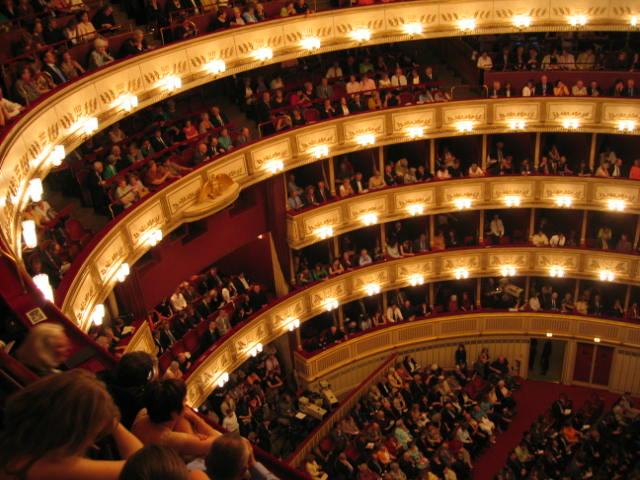
A világhírű Bécsi Állami Operaház belseje

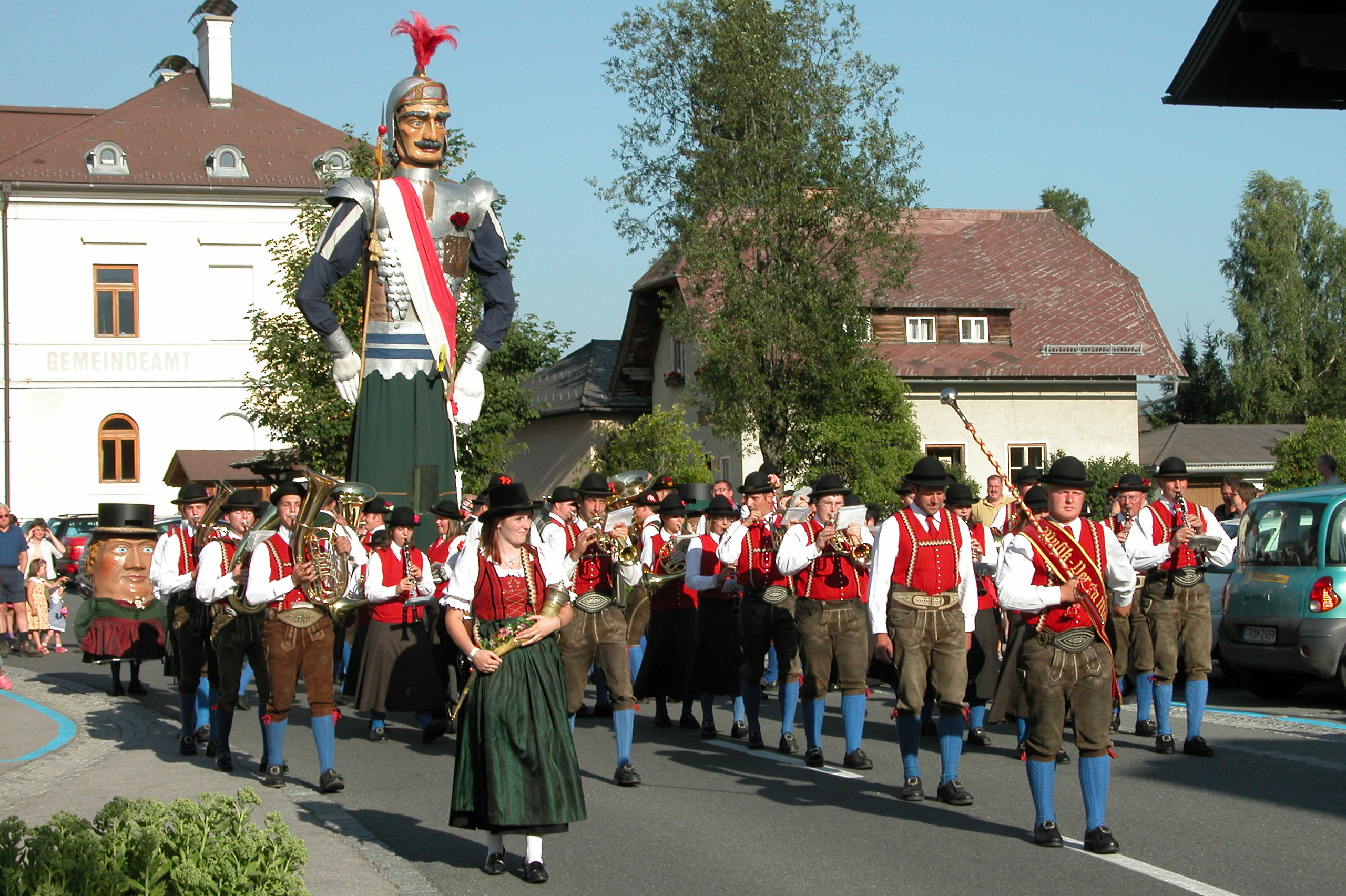
Zenészek a hagyományos ruhában, Sámson figurájával Mariapfarrban

#### Klasszikus zene
Ausztria és főleg Bécs, Salzburg neve szorosan összekapcsolódik a komolyzenével és a zenei rendezvényekkel. Klasszikus zeneszerzők: Anton Bruckner, Joseph Haydn (1732–1809), Gustav Mahler (1860–1911), Wolfgang Amadeus Mozart (1756–1791), Franz Schubert (1797–1828), Richard Strauss (1864–1949).
Az osztrák zenetörténetben rangot képvisel a Bécsi Zeneakadémia neve. Világhírűekké váltak a Bécsi Filharmonikusok, a Bécsi Szimfonikus Zenekar és a Wiener Sängerknaben kórus.
Az osztrák fővárosban két operaház, a Volksoper (1904) és a Bécsi Állami Operaház (Wiener Staatsoper) (1869) szolgálja a zenerajongók igényeit. Zenei előadásokat láthatnak a Burgtheater látogatói is.

#### Személyek
- Főbb zeneszerzők: Ludwig van Beethoven, Alban Berg, Johannes Brahms, Anton Bruckner, Friedrich Cerha, Johann Nepomuk David, Gottfried von Einem, Christoph Willibald Gluck, Joseph Haydn, Michael Haydn, Egon Kornauth, Erich Wolfgang Korngold, Ernst Krenek, Gustav Mahler, Joseph Marx, Wolfgang Amadeus Mozart, Franz Schmidt, Arnold Schönberg, Franz Schubert, Kurt Schwertsik, Anton Webern, Hugo Wolf, Alexander von Zemlinsky;
- Híres karmesterek: Herbert von Karajan, Karl Böhm, Erich Kleiber, Bruno Walter, Nikolaus Harnoncourt, Franz Welser-Möst
- Híres énekesek: Gertrud Burgsthaler-Schuster, Karl Dönch, Amalie Materna, Walter Berry, Leonie Rysanek, Emil Scaria, Gustav Walter, Eberhard Waechter, Heinz Zednik
- Fontos zongoristák: Friedrich Gulda, Rudolf Buchbinder, Alfred Brendel, Till Fellner
- Hegedűművészek:: Fritz Kreisler

#### Intézmények
- Közismert zenekarok: Bécsi Filharmonikusok, Bécsi Szimfonikus Zenekar, Bruckner Zenekar (Linz), a Mozart Zenekar (Salzburg), a Grazi Filharmonikusok, a Salzburgi Camerata
- Jelentős kórusok: Wiener Sängerknaben (Bécsi Fiúkórus), Wiener Singverein, Wiener Staatsopernchor
- Legfontosabb operaházak: Staatsoper (Bécsi Állami Operaház), Theater an der Wien, Wiener Volksoper, Grazer Oper, Musiktheater Linz
- Fontos koncerttermek: Wiener Musikverein, Wiener Konzerthaus, Theater an der Wien (insbesondere auf Grund seiner geschichtlichen Bedeutung für Mozart, Beethoven oder Strauß), Großes Festspielhaus, Brucknerhaus
- Fontos zeneiskolák: Mozarteum Salzburg, Anton Bruckner Privatuniversität Linz, Konservatorium Wien Privatuniversität, Universität für Musik und darstellende Kunst Wien, Universität für Musik und darstellende Kunst Graz

#### Művek
Fontos operák: 
- Die Zauberflöte (A varázsfuvola),
- Die Entführung aus dem Serail (Szöktetés a szerájból),
- Don Giovanni,
- Così fan tutte,
- Le nozze di Figaro (Figaro házassága),
- Fidelio,
- Die Königin von Saba (Sába királynője),
- Egyéb: Der Corregidor, Die Gezeichneten, Eine florentinische Tragödie, Die tote Stadt, Jonny spielt auf, Wozzeck, Lulu, Moses und Aron, Der Besuch der alten Dame, Le Grand Macabre, Baal

#### Zenei rendezvények
Számos zenei rendezvény otthona a nyári időszakban egész Ausztria, Bécsben, Bregenzben, Salzburgban, Fertőmeggyesen rendeznek ünnepi zenei sorozatokat, 2006 pedig Mozart éve volt az osztrák kulturális életben. Haydn és Schubert tiszteletére is rendeznek zenei fesztiválokat, ilyen a Schubertiade Vorarlbergben, és a Haydn Zenei Fesztivál Eisenstadtban.
Fesztiválok: Wiener Festwochen, Salzburger Festspiele, Bregenzer Festspiele, Seefestspiele Mörbisch, Schubertiade, Carinthischer Sommer, Steirischer Herbst, Ars Electronica, Mozartwoche, Opernfestspiele St. Margarethen

#### Könnyűzene
A popzenében nemzetközi sikert ért el Falco popénekes és az Opus együttes.
Egyéb ismertebb együttesek, énekesek, musicalok:
- Dzsessz: Joe Zawinul, Friedrich Gulda, saint privat, Valérie Sajdik
- Sláger: Udo Jürgens, Peter Alexander, Heinz Conrads, Conchita Wurst
- Popzene: Austria 3 (Rainhard Fendrich, Wolfgang Ambros, Georg Danzer), S.T.S., Erste Allgemeine Verunsicherung (EAV), Kurt Ostbahn, Maria Bill, DÖF (Deutsch-Österreichisches Feingefühl), Marianne Mendt, Papermoon, Manuel Ortega, Christina Stürmer, SheSays, Mondscheiner, Excuse Me Moses, Zweitfrau
- Rock: Alkbottle, Drahdiwaberl
- Hip-Hop: Schönheitsfehler, Texta
- Elektronikus zene: Kruder und Dorfmeister, Waldeck, Klangkarussell, Parov Stelar, Harris & Ford
- Egyéb: Ludwig Hirsch, Timna Brauer, Nina Proll, DJ Ötzi, Bauchklang, Petsch Moser, Heinz aus Wien
- Musical: Elisabeth, Mozart!, Rebecca, Ich war noch niemals in New York, Schikaneder

#### Eurovíziós Dalfesztivál
2014-ben az Eurovíziós Dalfesztivál döntőjét 290 ponttal az osztrák Conchita Wurst nyerte Rise Like a Phoenix című dalával. A 2015-ös Eurovíziós Dalfesztiválnak Ausztria adott otthont.

## Gasztronómia
Az osztrák konyha sokszínűsége a régiók különböző hagyományainak és a szomszédos országok hatásának köszönhető.
A burgenlandi konyhát a magyar gasztronómia befolyásolta, emiatt szinte mindent paprikával fűszereznek.
Alsó-Ausztriában népszerűek a cseh ételek különféle változatai, mint például a Skubanki (megsütött krumpligombócok mákos cukorban meghempergetve és forró vajjal leöntve). Alsó-Ausztria északnyugati területein burgonya és máktermesztés folyik, emiatt ez a két étel sűrűn előforduló alapanyag az osztrák konyhaművészetben.
Felső-Ausztria igazi sörparadicsom, így tradicionális ételük a sörleves. Kedveltek a különböző gombócok, mint a Grießknödel (grízgombóc) és a Brotknödel (kenyér/zsemlegombóc).
Tirol a sült ételeiről híres. A tiroli Gröstl egy papírvékonyra klopfolt hús és főt krumpli megsütött elegye.
Vorarlbergben a sajtból készült ételek jutnak főszerephez ('sajtleves, sajtgombóc') A régió hagyományos étke a töltött pisztráng.

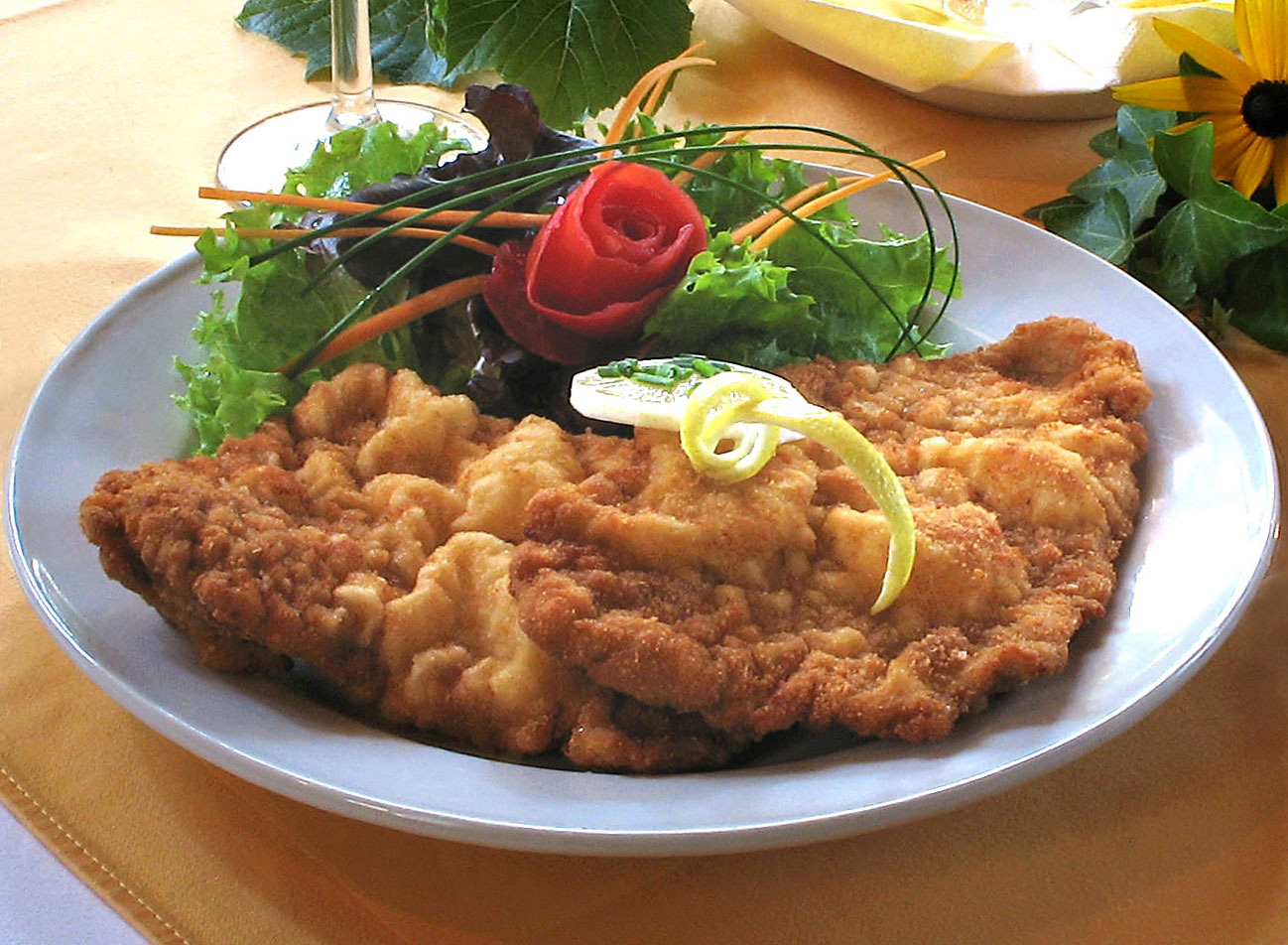
Bécsi szelet

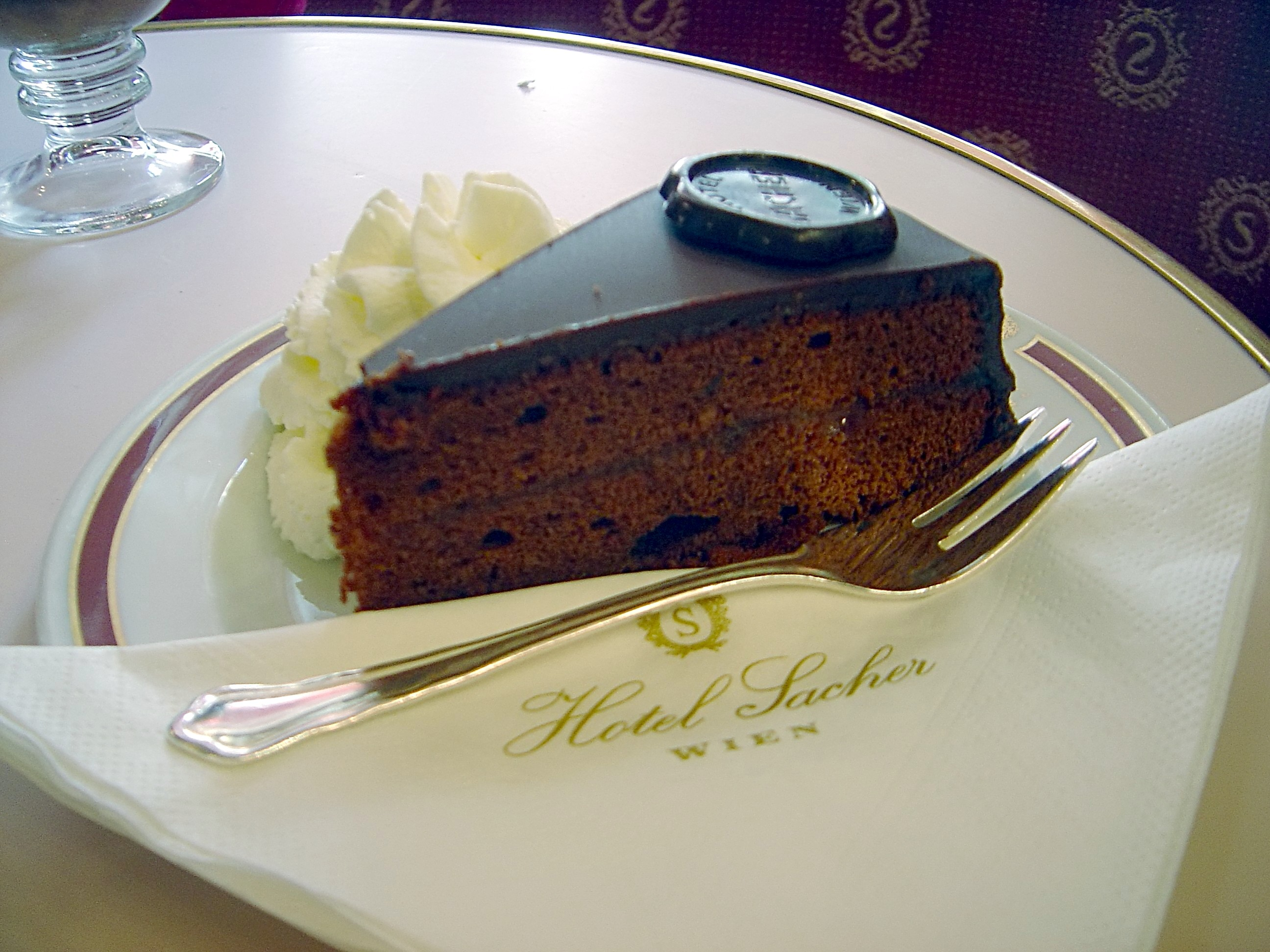
Sacher-torta

### Ételek
- Apfelstrudel: almás rétes
- Germknödel: gőzgombóc (édesség), tésztából és szilvalekvárból áll, fogyasztható vajjal vagy vaníliaöntettel
- Girardi rostélyos: marhasült szalonnával
- Gugelhupf: kuglóf
- Kaiserschmarrn: császármorzsa
- Knödel: knédli, melynek alapvető hozzávalói: liszt, krumpli, zsemlemorzsa, élesztő
- Krapfen: fánk
- Sacher-torta: Franz Sacher receptje alapján.
- Tafelspitz: marhafartő
- Wiener Schnitzel: Bécsi szelet
- Hagymás marhaszelet
- Párolt szilva
- Salzburger Nockerln: édesség felvert tojásfehérjéből és tojássárgájából
- rántott borjúborda
- tiroli máj
- Tiroler Gröstl
- májgombócleves
- Meraner-torta
- „hasított” alma

### Italok
- Inländerrum
- Jagertee
- Glühwein
- kávéfélék
- osztrák sör
- bodzaszörp
- almafröccs
- Almdudler
- borok
- Red Bull

A főváros, Bécs, nemcsak a kávéházairól, hanem a különleges kávéról is híres. Íme néhány fajta:
- Espresso: kávéfőzővel elkészített, erős kávé
- Mokka: nagyon erős kávé
- Kleiner Brauner ("kis barna"): kis csésze kávé kevés tejjel vagy tejszínhabbal
- Großer Brauner ("nagy barna"): nagy csésze kávé tejjel vagy tejszínhabbal
- Melange: tejeskávé
- Einspänner: egy pohár feketekávé sok tejszínhabbal[2]

## Látnivalók
UNESCO világörökség része (8 látnivaló)

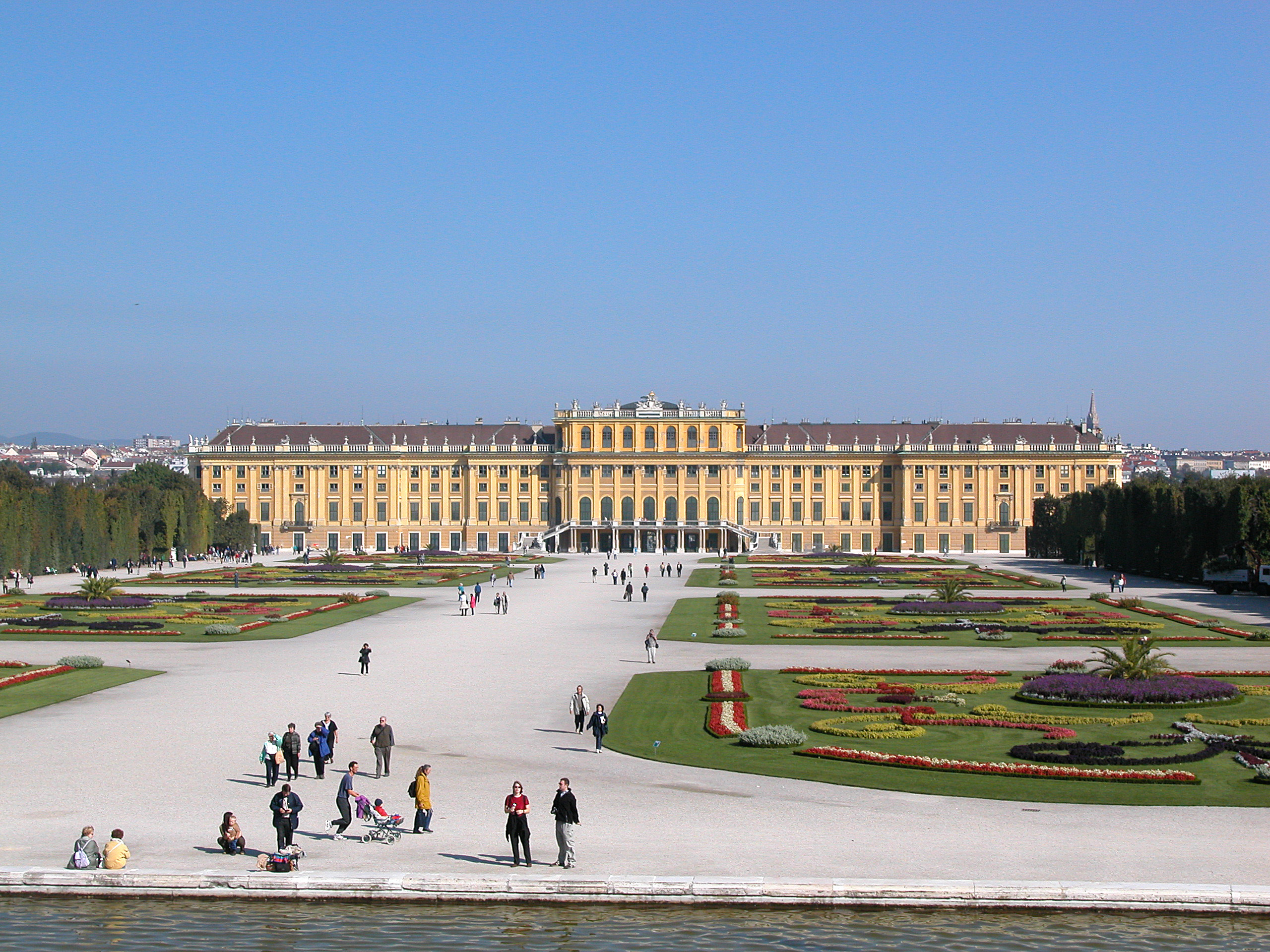
Schönbrunn Bécsben

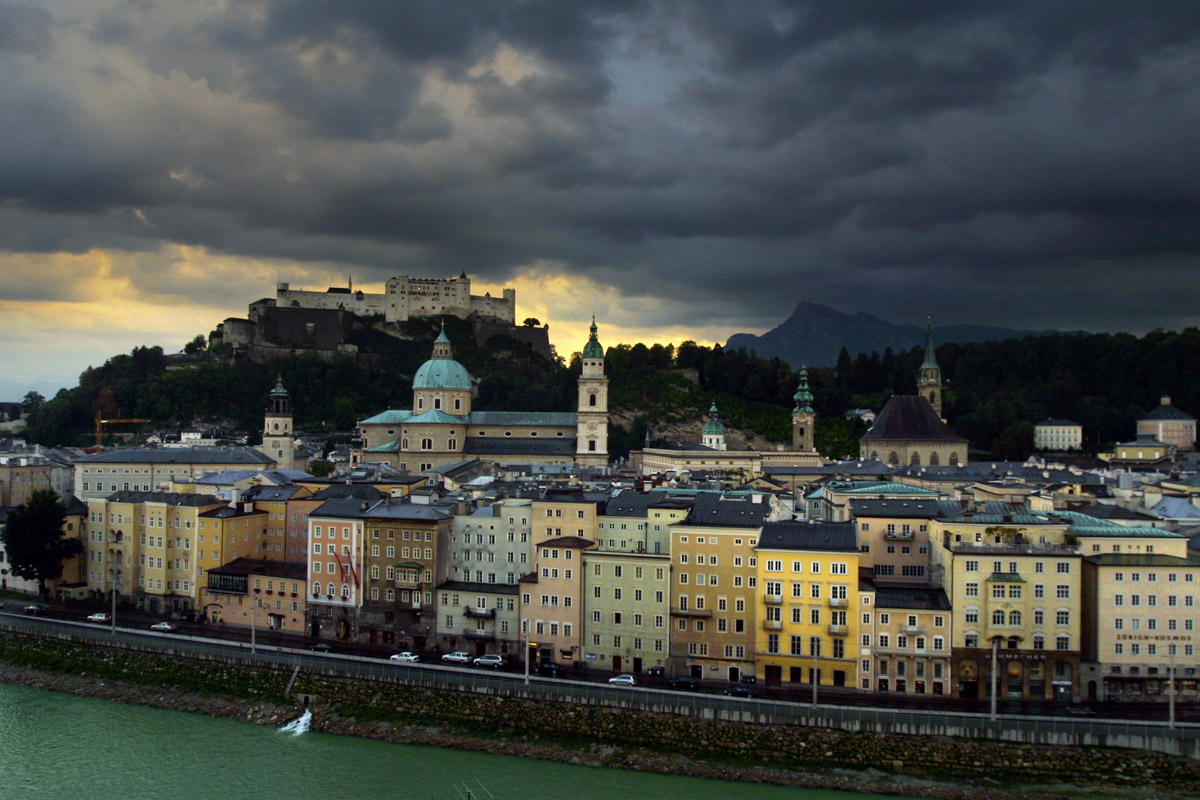
Salzburg óvárosának épületei

- Schönbrunni Kastély és Park (1996)
- Salzburg óvárosa (1996)
- Hallstatt–dachsteini kultúrtáj (1997)
- Semmeringi vasút (1998)
- Graz óvárosa (1999)
- Wachaui kultúrtáj (2000)
- Fertő tó és környéke (2001, Magyarország és Ausztria)
- Bécs óvárosa (2001)

További fontosabb kulturális látnivalói, templomai, kolostorai, várai és kastélyai:

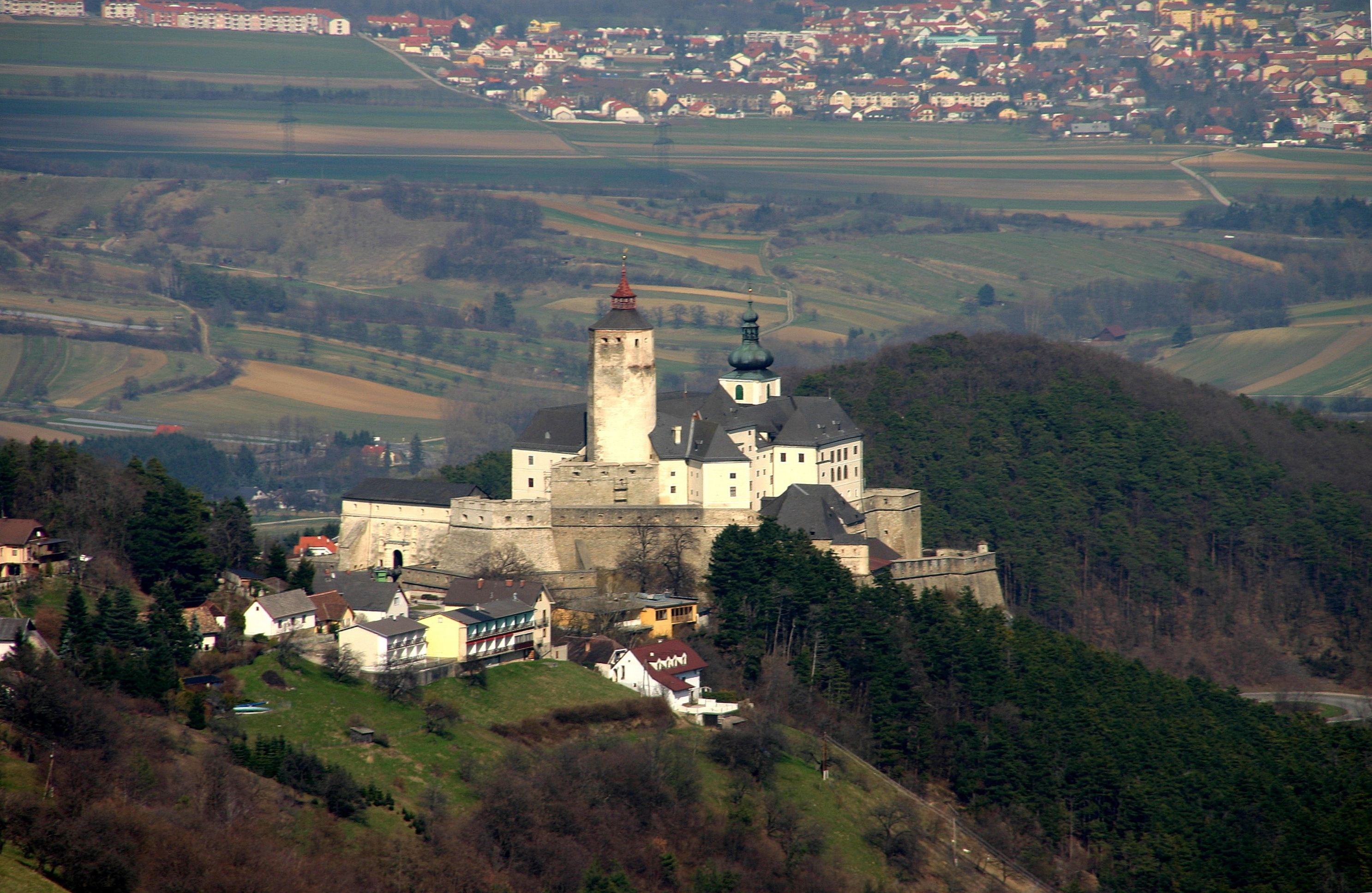
Fraknó vára, Forchtenstein

- Bécs: Hofburg, Schönbrunni kastély, Belvedere palota, Hundertwasser-ház, Szent István dóm, Kapucinus kolostor, Bécsi Egyetem, Parlament, Athéné-kút, Mária Terézia tér, Károly tér, Károly templom, Burgtheater, Volkstheater, Volksoper, Theater an der Wien, Opera, Rathaus, Nemzeti Könyvtár, Rotenturmstraße, Graben, Kohlmarkt, Michaelerplatz, Kärntner Straße, Fogadalmi templom, Schwarzenberg palota, Liechtenstein palota, Spanyol Udvari Lovasiskola, Práter, Mozart emlékmúzeum, Albertina múzeum, Állami Színház, Várszínház, Pestsäule
- Burgenland: Kismarton – Esterházy-kastély, Fraknó – Fraknó vára, Németújvár – Németújvár vára, Városszalónak – Szalónak vára, Léka vára
- Stájerország: Mariazell – zarándoktemplom
- Karintia: Launsdorf – Hochosterwitz vára
- Alsó-Ausztria: Mayerling vadászkastély, Schallaburg kastélya, Riegersburg vára, Melk – melki apátság
- Felső-Ausztria: Wels – hercegi vár, Graz – Eggenberg-kastély, Kremsmünster – bencés apátság
- Salzburg: Salzburg – Hohensalzburg vára, Werfen – Hohenwerfen vára, Hellbrunni érseki kastély
- Tirol: Innsbruck – Innsbruck óvárosa, aranytetőcske Kufstein – Kufstein vára
- Vorarlberg: Feldkirch – Schattenburg erődje
- Semmering: vasút
- Baden bei Wien: Beethoven háza, Római fürdő, Doblhoffpark és a Rosarium
- Fertő-tó: Fertő-tavi Nemzeti Park, Mithrász-szentély
- Graz: Óratorony, Szent Egyed Székesegyház, II. Frigyes mauzóleum, Vár, Tartományi Székház és Tartományi Fegyvertár, Hauptplatz, Kunsthaus

## Ünnepek
| Dátum               | Magyar név                                        | Német név                               | Megjegyzés                                                  |
| ------------------- | ------------------------------------------------- | --------------------------------------- | ----------------------------------------------------------- |
| Január 1.           | Újév                                              | Neujahr                                 |                                                             |
| Január 6.           | Vízkereszt                                        | Hl. Drei Könige                         |                                                             |
| –                   | Nagypéntek                                        | Karfreitag                              | változó dátum                                               |
| –                   | Húsvéthétfő                                       | Ostermontag                             | változó dátum                                               |
| Május 1.            | A munka ünnepe                                    | Tag der Arbeit                          |                                                             |
| –                   | Áldozócsütörtök                                   | Christi Himmelfahrt                     | változó dátum                                               |
| –                   | Pünkösdhétfő                                      | Pfingstmontag                           | változó dátum                                               |
| –                   | Úrnapja                                           | Fronleichnam                            | változó dátum                                               |
| Augusztus 15.       | Nagyboldogasszony napja                           | Mariä Himmelfahrt                       |                                                             |
| Október 26.         | Az örökös semlegesség törvénybe iktatásának napja | Nationalfeiertag                        |                                                             |
| November 1.         | Mindenszentek                                     | Allerheiligen                           |                                                             |
| November 15.        | Szent Lipót napja                                 | Heiliger Leopold (Babenbergi III.Lipót) | tanítási szünet Alsó- és Felső-Ausztriában, illetve Bécsben |
| November 11.        | Szent Márton napja                                | Martinstag                              | tanítási szünet Burgenland tartományban                     |
| December 8.         | Szeplőtelen fogantatás                            | Mariä Empfängnis                        |                                                             |
| December 25. és 26. | Karácsony                                         | Weihnachtsfeiertag                      |                                                             |

## Fordítás
- Ez a szócikk részben vagy egészben  a   Culture of Austria című angol Wikipédia-szócikk fordításán alapul.  Az eredeti cikk szerkesztőit annak laptörténete sorolja fel. Ez a jelzés csupán a megfogalmazás eredetét és a szerzői jogokat jelzi, nem szolgál a cikkben szereplő információk forrásmegjelöléseként.
- Ez a szócikk részben vagy egészben  az   Österreichische Kultur című német Wikipédia-szócikk fordításán alapul.  Az eredeti cikk szerkesztőit annak laptörténete sorolja fel. Ez a jelzés csupán a megfogalmazás eredetét és a szerzői jogokat jelzi, nem szolgál a cikkben szereplő információk forrásmegjelöléseként.